# North West 200
La North West 200 es una carrera de motociclismo que se disputa cada mayo en Irlanda del Norte. Cuenta con más de 8,97 Millas (14,43 Km) de recorrido entre las ciudades de Portstewart, Coleraine y Portrush en Causeway Coast and Glens. La carrera, conocida como the Triangle, es una de las más veloces del mundo con velocidades que van desde los 120 hasta los 200 km.
El North West 200 es uno de los quince eventos que se realizan en vías públicas entre abril y octubre en toda Irlanda del Norte. El evento deportivo anual más grande en Irlanda del Norte, atrayendo a más de 150,000 visitantes de todo el mundo el fin de semana de la carrera.

Originalmente diseñado para celebrarse en algún lugar del noroeste de Irlanda y organizado por la ciudad de Derry y el District Motor Club, el nombre nunca fue cambiado. Desde 1964 el evento ha sido organizado por Coleraine and District Motor Club. En 2010, la reunión contó con práctica diurna el jueves por primera vez.

En 2011, el evento tuvo lugar el sábado 21 de mayo. Hubo retrasos significativos debido a la falta de advertencias y luego de fuertes lluvias y un derrame de petróleo la carrera sería cancelada tras completar solamente una carrera.

## Formato

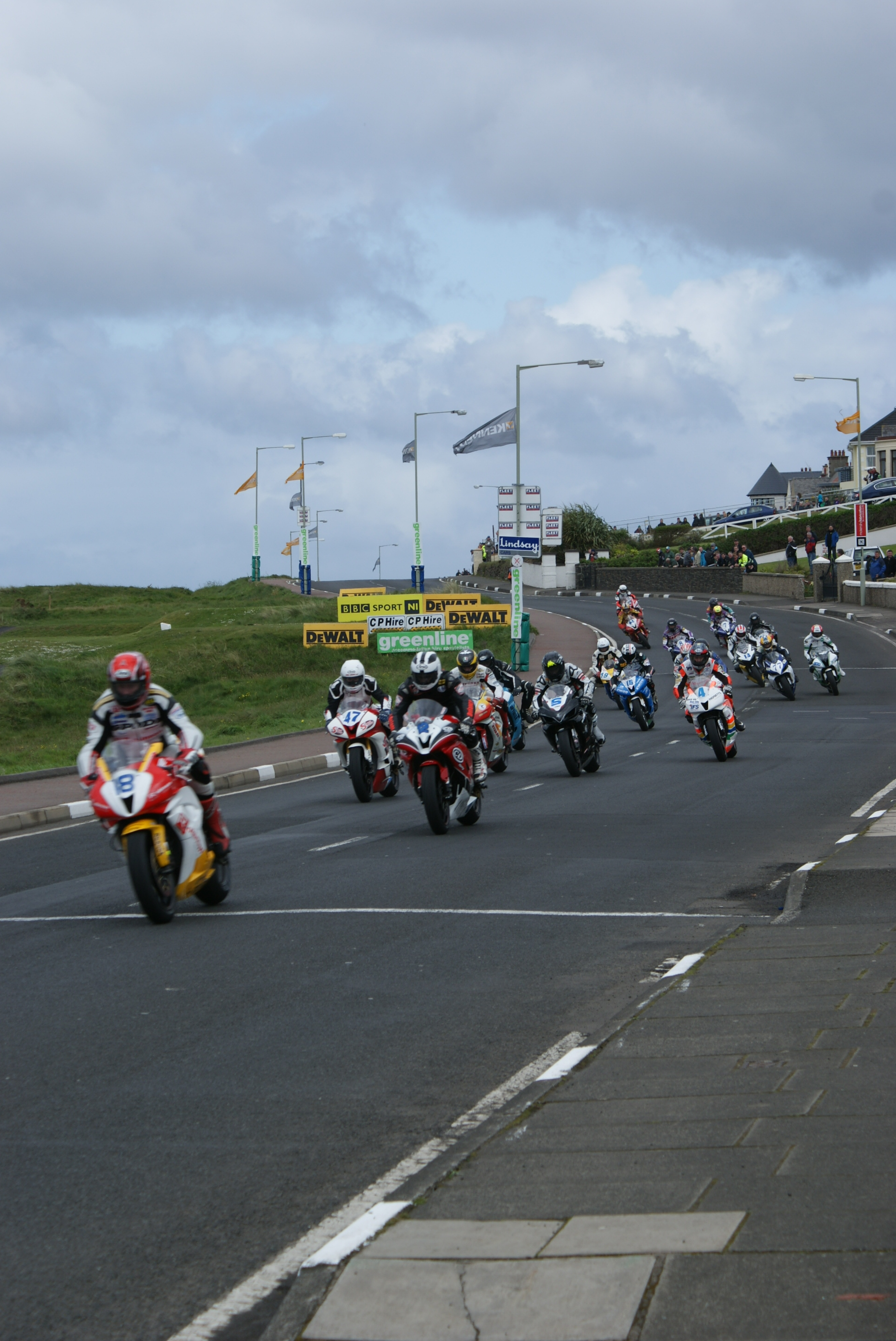
Pilotos que se acercan a York desde Juniper Hill durante el evento de 2009.

El recorrido inicial de la North West 200 era de más de doscientas millas como una carrera de handicap, antes de 4 a 6 vueltas durante el sábado por la tarde. Los entrenamientos se realizan los martes y jueves por la noche antes de la carrera. Se lleva a cabo en carreteras cerradas, pero a diferencia de las carreras TT Isla de Man que se ejecutan en formato contrarreloj, todos los corredores compiten junto con las carreras de circuito normales.
Con los años, el número de carreras ha variado de acuerdo con las últimas regulaciones. Desde 1990 hasta 2010, hubo una carrera de 125 cc y desde 1992 la carrera North West 200 ha sido para Superbikes. 
A partir de 2012, todas las sesiones de práctica tuvieron lugar durante el día, y el programa de carreras se ha amplió para incluir dos carreras el jueves por la noche. Todas las carreras se llevan a cabo durante seis vueltas, excepto el evento Supertwin recientemente presentado.

## Trayecto
El circuito está compuesto por carreteras casi enteramente públicas (A2, B185 y A29) pero incluye tres chicanes reductoras de velocidad. La ruta, que corre en sentido antihorario, ingresa a las afueras de las ciudades pasando por muchas casas privadas. Para ayudar a mejorar la seguridad de las señales de tráfico, las mismas se encuentran en la base de postes de luz y postes de telégrafo. 
El circuito es de 8,9 millas, con una distancia de 8,834 millas en la primera vuelta. La línea original de inicio / finalización se encontraba cerca de Magherabouy, pero se trasladó a Portmore Road en Portstewart en 1930. La elevación está entre 6 y 75 metros por encima del nivel del mar.

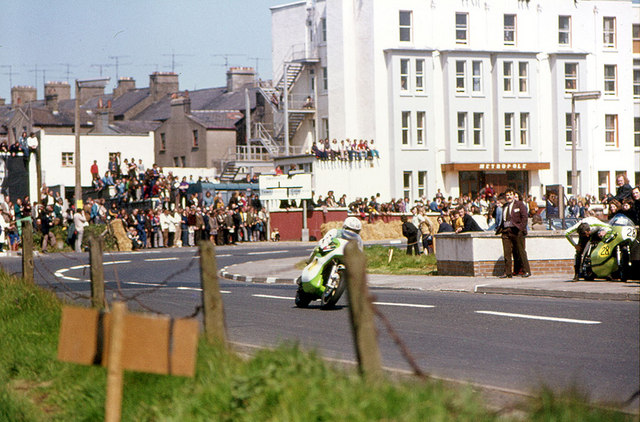
Mick Grant pasando por el Railway Bank en el Metropole Corner, Portrush, 1975

En 1973, Juniper Hill y Millbank Avenue, vieron los primeros cambios importantes, que incluyeron la exclusión de Promenade en Portswart. Estos cambios significaron que la ruta usó Station Road (B185) por primera vez y vio la introducción de York Corner. Shell Hill Bridge, una parte icónica del curso original por última vez en 1979. En 1980, se introdujo un nuevo camino de enlace, desde University Corner hasta Ballysally Roundabout. Chicane se introdujo justo antes del acercamiento a la esquina de Juniper Hill en 1983 y en 1988 se realizaron mejoras en Mather's
Cross and the start/finish chicane was introduced to reduce the speeds around Primrose Hill as well as allowing safer access to the pitlane.
A finales de 2009, la Mather's Cross se amplió para mejorar la seguridad en la esquina. En 2010, se hicieron modificaciones adicionales al circuito para mejorar la seguridad. Una nueva chicana construida a propósito en Mather's Cross
Jack Brett recorded fue el primero en superar las 100 millas por hora por vuelta con una Norton 500cc en 1957. El actual récord está está en poder de Tom Herron con una velocidad de 127.63 millas/h en 1978.

## Muertes en el Nort West 200
| No | Piloto                  | Fecha              | Lugar             | Carrera           | Moto           |
| -- | ----------------------- | ------------------ | ----------------- | ----------------- | -------------- |
| 1  | Norman Wainwright       | Mayo de 1939       | Drumslade         |                   | 500cc Norton   |
| 2  | P.L.Phillips            | 15 de mayo de 1949 | Portstewart       |                   |                |
| 3  | William Bennison        | Mayo de 1951       | BallySally        | Lightweight 350cc | 350cc          |
| 4  | L.G.Aislabie            | 27 de mayo de 1956 |                   |                   |                |
| 5  | Andrew Manship          | 23 de mayo de 1970 |                   | Entrenamientos    | 350cc Yamaha   |
| 6  | Graham Fish             | 23 de mayo de 1973 | Station Corner    | Entrenamientos    | Yamaha         |
| 7  | Brian Hamilton          | 26 de mayo de 1979 | Black Hill        | 350cc Race        | 350cc Yamaha   |
| 8  | Tom Herron              | 26 de mayo de 1979 | Juniper Hill      | Superbike Race    | 750cc Suzuki   |
| 9  | Frank Kennedy           | 26 de mayo de 1979 | University Corner | Superbike Race    |                |
| 10 | Mervyn Robinson         | Mayo de 1980       | Mather's Cross    |                   |                |
| 11 | John Newbold            | 15 de mayo de 1982 | Juniper Hill      | Superbike Race    | Suzuki         |
| 12 | Pat McLaughlin          | Mayo de 1986       | Mather's Cross    |                   |                |
| 13 | Steve Bull              | 9 de mayo de 1987  |                   |                   | 750cc Yamaha   |
| 14 | Donny Robinson          | Mayo de 1999       | Station Road      | Practice          |                |
| 15 | Robert Dunlop           | 15 de mayo de 2008 | Mather's Cross    | Practice          | 250cc Yamaha   |
| 16 | Mark Young              | 16 de mayo de 2009 | Mather's Cross    | 250cc Race        | 250cc Honda    |
| 17 | Mark Buckley            | 19 de mayo de 2012 | Millbank Avenue   | Superstock Race   | 1000cc Aprilia |
| 18 | Simon Andrews           | 19 de mayo de 2014 | Coleraine Road    | Superstock Race   | 1000cc BMW     |
| 19 | Malachi Mitchell-Thomas | 14 de mayo de 2016 | Dhu Varen         | Supertwins Race   | Kawasaki       |

## Ganadores
Alastair Seeley de Irlanda del Norte, tiene el número récord de 24 victorias. Robert Dunlop fue el poseedor del récord anterior con 15 victorias.  Michael Rutter ganó catorce carreras. Joey Dunlop (hermano de Robert) ganó trece carreras. Michael Dunlop y  William Dunlop (ambos hijos de Robert) también ganaron carreras en el North West 200.

### Palmarés
| # Wins | Riders           | Riders          | Riders         | Riders        | Riders            | Riders         | Riders           | Riders            |
| ------ | ---------------- | --------------- | -------------- | ------------- | ----------------- | -------------- | ---------------- | ----------------- |
| 29     | Alastair Seeley  |                 |                |               |                   |                |                  |                   |
| 15     | Robert Dunlop    |                 |                |               |                   |                |                  |                   |
| 14     | Michael Rutter   |                 |                |               |                   |                |                  |                   |
| 13     | Joey Dunlop      |                 |                |               |                   |                |                  |                   |
| 11     | Phillip McCallen |                 |                |               |                   |                |                  |                   |
| 10     | Bruce Anstey     |                 |                |               |                   |                |                  |                   |
| 9      | Tony Rutter      |                 |                |               |                   |                |                  |                   |
| 8      | Ian Lougher      | Glenn Irwin     |                |               |                   |                |                  |                   |
| 8      | Steve Plater     |                 |                |               |                   |                |                  |                   |
| 6      | Steve Cull       | John McGuinness |                |               |                   |                |                  |                   |
| 5      | Arthur Wheeler   | Tommy Robb      | John Williams  | Mick Grant    | Woolsey Coulter   | Ian Simpson    | Ryan Farquhar    | Michael Dunlop    |
| 5      | Lee Johnston     |                 |                |               |                   |                |                  |                   |
| 4      | Bob McIntyre     | David Jefferies | Jimmie Guthrie | Ernie Nott    | Eddie Laycock     | William Dunlop |                  |                   |
| 3      | Alan Shepherd    | Artie Bell      | Callum Ramsey  | Geoff Duke    | JCharlie Williams | Jim Moodie     | Eric Fernihough  | Ralph Bryans      |
| 3      | Ray McCullough   | Rod Gould       | Trevor Nation  | Tom Herron    | Sammy Miller      | Ian Hutchinson | Martin Jessopp   | Jeremy McWilliams |
| 3      | Davey Todd       |                 |                |               |                   |                |                  |                   |
| 2      | Alistair King    | Andy Watts      | Bob Anderson   | Carl Fogarty  | Charlie Manders   | John White     | Derek Chatterton | Derek Ennett      |
| 2      | Donny Robinson   | Fred Stevens    | Garry Cowan    | Graham Wood   | Ian Newton        | Jack Brett     | John Blanchard   | John Cooper       |
| 2      | Kevin Mitchell   | Peter Williams  | Phelim Owens   | Dick Creith   | Robert Holden     | Roger Marshall | Steve Hislop     | Tim Hunt          |
| 2      | Walter Rusk      | Olie Linsdell   | Ivan Lintin    | Peter Hickman | Richard Cooper    |                |                  |                   |

### Por año
| 2023        | Supersport (II) Davey Todd                                                                                   | Superstock (I) Alastair Seeley                                                                               | Supertwins (I) Richard Cooper                                                                                | Supersport (II) Davey Todd                                                                                   | Superbike (I) Glenn Irwin                                                                                    | Supertwins (I) Richard Cooper                                                                                | Superstock (II) Alastair Seeley                                                                              | NW 200 Glenn Irwin                                                                                           |
| 2022        | Supersport (I) Alastair Seeley                                                                               | Superstock (I) Alastair Seeley                                                                               | Supertwins (I) Pierre Yves Bian                                                                              | Supersport (II) Lee Johnston                                                                                 | Superbike (I) Glenn Irwin                                                                                    | Supertwins (II) Joe Loughlin                                                                                 | Superstock (II) Alastair Seeley                                                                              | NW 200 Glenn Irwin                                                                                           |
| 2020 - 2021 | No se celebra debido a la Pandemia COVID-19                                                                  | No se celebra debido a la Pandemia COVID-19                                                                  | No se celebra debido a la Pandemia COVID-19                                                                  | No se celebra debido a la Pandemia COVID-19                                                                  | No se celebra debido a la Pandemia COVID-19                                                                  | No se celebra debido a la Pandemia COVID-19                                                                  | No se celebra debido a la Pandemia COVID-19                                                                  | No se celebra debido a la Pandemia COVID-19                                                                  |
| 2019        | Supersport (I) Lee Johnston                                                                                  | Superstock (I) Peter Hickman                                                                                 | Supertwins (I) Stefano Bonetti                                                                               | Supersport (II) Davey Todd                                                                                   | Superbike (I) Glenn Irwin                                                                                    | Supertwins (II) Jeremy McWilliams                                                                            | Superstock (II) James Hillier                                                                                | NW 200 Cancelled                                                                                             |
| 2018        | Supersport (I) Alastair Seeley                                                                               | Supertwins (I) Martin Jessopp                                                                                | Supersport (II) Alastair Seeley                                                                              | Superstock (I) Peter Hickman                                                                                 | Superbike (I) Glenn Irwin                                                                                    | Supertwins (II) James Cowton                                                                                 | Superstock (II) Alastair Seeley                                                                              | NW 200 Glenn Irwin                                                                                           |
| 2017        | Supersport (I) Martin Jessopp                                                                                | Supertwins (I) Martin Jessopp                                                                                | Supersport (II) Alastair Seeley                                                                              | Superstock (I) Alastair Seeley                                                                               | Superbike (I) Alastair Seeley                                                                                | Supertwins (II) Michael Rutter                                                                               | Superstock (II) Alastair Seeley                                                                              | NW 200 Glenn Irwin                                                                                           |
| ----------- | --- | --- | --- | --- | --- | --- | --- | --- |
| 2016        | Supersport (I) Alastair Seeley                                                                               | Supertwins (I) Ivan Lintin                                                                                   | Supersport (II) Alastair Seeley                                                                              | Superstock (I) Ian Hutchinson                                                                                | Superbike (I) Michael Dunlop                                                                                 | Supertwins (II) Ivan Lintin                                                                                  | | |
| 2015        | Supersport (I) Alastair Seeley                                                                               | Supertwins (I) Ryan Farquhar                                                                                 | Supersport (II) Alastair Seeley                                                                              | Superbike (I) Alastair Seeley                                                                                | Supertwins (II) Jeremy McWilliams                                                                            | Superstock (II) Lee Johnston                                                                                 | | |
| 2014        | Supersport (I) Alastair Seeley                                                                               | Supertwins (I) Lee Johnston                                                                                  | Superstock (I) Alastair Seeley                                                                               | Supersport (II) Bruce Anstey                                                                                 | Superbike (I) William Dunlop                                                                                 | Supertwins (II) Lee Johnston                                                                                 | Superstock (II) Michael Dunlop                                                                               | NW 200 Michael Dunlop                                                                                        |
| 2013        | Supersport (I) Alastair Seeley                                                                               | Supertwins (I) Jeremy McWilliams                                                                             | Superstock (I) Alastair Seeley                                                                               | Supersport (II) Michael Dunlop                                                                               | | | | |
| 2012        | Superstock (I) Alastair Seeley                                                                               | Supertwins Ryan Farquhar                                                                                     | Supersport (I) William Dunlop                                                                                | Superbike (I) John McGuinness                                                                                | Superstock (II) Michael Rutter                                                                               | Supersport (II) Alastair Seeley                                                                              | NW 200 Alastair Seeley                                                                                       | |
| 2011        | Supersport Alastair Seeley                                                                                   | | | | | | | |
| 2010        | 125cc Paul Robinson                                                                                          | Supersport (I) Alastair Seeley                                                                               | Supersport (II) Ian Hutchinson                                                                               | Superstock Keith Amor                                                                                        | Superbike (I) John McGuinness                                                                                | NW 200 Alastair Seeley                                                                                       | | |
| 2009        | 125 cc William Dunlop                                                                                        | 250 cc William Dunlop                                                                                        | Supersport (I) Steve Plater                                                                                  | Supersport (II) Cancelado                                                                                    | Superstock Alastair Seeley                                                                                   | Superbikes Steve Plater                                                                                      | NW 200 Cancelled                                                                                             | |
| 2008        | 125 cc Michael Wilcox                                                                                        | 250 cc Michael Dunlop                                                                                        | 400 cc Olie Linsdell                                                                                         | 600 cc (I) Steve Plater                                                                                      | 600 cc (II) Steve Plater                                                                                     | Superstock Alastair Seeley                                                                                   | Superbikes Michael Rutter                                                                                    | NW 200 Steve Plater                                                                                          |
| 2007        | 125 cc/400 cc Olie Linsdell                                                                                  | 250 cc Christian Elkin                                                                                       | Supersport (I) Bruce Anstey                                                                                  | Supersport (II) Bruce Anstey                                                                                 | Superstock Bruce Anstey                                                                                      | Superbikes John McGuinness                                                                                   | NW 200 Steve Plater                                                                                          | |
| 2006        | 125 cc/400 cc Robert Dunlop                                                                                  | 250 cc Nigel Beattie                                                                                         | 600 cc (I) Ian Hutchinson                                                                                    | 600 cc (II) Bruce Anstey                                                                                     | Superstock Bruce Anstey                                                                                      | Superbikes Steve Plater                                                                                      | NW 200 Steve Plater                                                                                          | |
| 2005        | 125 cc/400 cc Darran Lindsay                                                                                 | 250 cc Davy Morgan                                                                                           | 600 cc (I) Raymond Porter                                                                                    | 600 cc (II) Ryan Farquhar                                                                                    | Superstock Ian Lougher                                                                                       | Superbikes Michael Rutter                                                                                    | NW 200 Bruce Anstey                                                                                          | |
| 2004        | 125 cc Ian Lougher                                                                                           | 400 cc John McGuinness                                                                                       | 600 cc (I) Bruce Anstey                                                                                      | 600 cc (II) John McGuinness                                                                                  | Production Bruce Anstey                                                                                      | Superbikes Michael Rutter                                                                                    | NW 200 Michael Rutter                                                                                        | |
| 2003        | 125 cc/SS400 Ian Lougher                                                                                     | 600 cc (I) Ryan Farquhar                                                                                     | 600 cc (II) Ryan Farquhar                                                                                    | Production Adrian Archibald                                                                                  | Superbikes Michael Rutter                                                                                    | | | |
| 2002        | 125 cc Ian Lougher                                                                                           | 600 cc (I) Jim Moodie                                                                                        | 600 cc (II) Ian Lougher                                                                                      | Production Bruce Anstey                                                                                      | Superbikes David Jefferies                                                                                   | NW 200 Iain Duffus                                                                                           | | |
| 2001        | No se celebra debido a la crisis sanitaria de la fiebre aftosa del ganado que tuvo el Reino Unido en el 2001 | No se celebra debido a la crisis sanitaria de la fiebre aftosa del ganado que tuvo el Reino Unido en el 2001 | No se celebra debido a la crisis sanitaria de la fiebre aftosa del ganado que tuvo el Reino Unido en el 2001 | No se celebra debido a la crisis sanitaria de la fiebre aftosa del ganado que tuvo el Reino Unido en el 2001 | No se celebra debido a la crisis sanitaria de la fiebre aftosa del ganado que tuvo el Reino Unido en el 2001 | No se celebra debido a la crisis sanitaria de la fiebre aftosa del ganado que tuvo el Reino Unido en el 2001 | No se celebra debido a la crisis sanitaria de la fiebre aftosa del ganado que tuvo el Reino Unido en el 2001 | No se celebra debido a la crisis sanitaria de la fiebre aftosa del ganado que tuvo el Reino Unido en el 2001 |
| 2000        | 125 cc Ian Lougher                                                                                           | 250/400 cc John McGuinness                                                                                   | 600 cc Michael Rutter                                                                                        | Production Richard Britton                                                                                   | Superbikes Michael Rutter                                                                                    | NW 200 Michael Rutter                                                                                        | | |
| 1999        | 125 cc Ian Lougher                                                                                           | 250/400 cc (I) Callum Ramsay                                                                                 | 250/400 cc (II) Callum Ramsay                                                                                | 600 cc David Jefferies                                                                                       | Superbikes David Jefferies                                                                                   | NW 200 David Jefferies                                                                                       | | |
| 1998        | 125 cc Abandoned                                                                                             | 250/400 cc Woolsey Coulter                                                                                   | 600 cc Ian Simpson                                                                                           | Production Michael Rutter                                                                                    | Superbikes Ian Simpson                                                                                       | NW 200 Michael Rutter                                                                                        | | |
| 1997        | 125 cc Phelim Owens                                                                                          | 250/400 cc (I) Callum Ramsay                                                                                 | 250/400 cc (II) Owen McNally                                                                                 | 600 cc Michael Rutter                                                                                        | Production Ian Simpson                                                                                       | Superbikes Phillip McCallen                                                                                  | NW 200 Michael Rutter                                                                                        | |
| 1996        | 125 cc Mick Lofthouse                                                                                        | 250/400 cc (I) Woolsey Coulter                                                                               | 250/400 cc (II) Woolsey Coulter                                                                              | 600 cc Phillip McCallen                                                                                      | Superbikes Ian Simpson                                                                                       | NW 200 Phillip McCallen                                                                                      | | |
| 1995        | 125 cc Phelim Owens                                                                                          | 250/400 cc (I) Phillip McCallen                                                                              | 250/400 cc (II) Ian Newton                                                                                   | 600 cc Phillip McCallen                                                                                      | Supermono Robert Holden                                                                                      | Superbikes Ian Simpson                                                                                       | NW 200 Robert Holden                                                                                         | |
| 1994        | 125 cc Robert Dunlop                                                                                         | 250/400 cc (I) Woolsey Coulter                                                                               | 250/400 cc (II) Ian Newton                                                                                   | 600 cc Mike Edwards                                                                                          | Supermono Alan Carter                                                                                        | Superbikes Robert Dunlop                                                                                     | NW 200 Robert Dunlop                                                                                         | |
| 1993        | 125 cc Robert Dunlop                                                                                         | 250/350 cc (I) Robert Dunlop                                                                                 | 250/350 cc (II) Robert Dunlop                                                                                | 400 cc Jim Moodie                                                                                            | 600 cc Jim Moodie                                                                                            | Superbikes Carl Fogarty                                                                                      | NW 200 Carl Fogarty                                                                                          | |
| 1992        | 125 cc Robert Orme                                                                                           | 250/350 cc (I) Phillip McCallen                                                                              | 250/350 cc (II) Robert Dunlop                                                                                | 400 cc Phillip McCallen                                                                                      | 600 cc Phillip McCallen                                                                                      | Superbikes Phillip McCallen                                                                                  | NW 200 Phillip McCallen                                                                                      | |
| 1991        | 125 cc Robert Dunlop                                                                                         | 250/350 cc (I) Robert Dunlop                                                                                 | 250/350 cc (II) Ian Lougher                                                                                  | 400 cc Dave Leach                                                                                            | 600 cc Phillip McCallen                                                                                      | 750 cc Robert Dunlop                                                                                         | NW 200 Trevor Nation                                                                                         | |
| 1990        | 125 cc Robert Dunlop                                                                                         | 250 cc (I) Eddie Laycock                                                                                     | 250 cc (II) Eddie Laycock                                                                                    | Superbikes Robert Dunlop                                                                                     | NW 200 Robert Dunlop                                                                                         | | | |
| 1989        | 250/350 cc (I) Kevin Mitchel                                                                                 | 250/350 cc (II) Woolsey Coulter                                                                              | 600 cc Brian Reid                                                                                            | Production James Whitham                                                                                     | 750 cc Steve Hislop                                                                                          | NW 200 Steve Hislop                                                                                          | | |
| 1988        | 250/350 cc (I) Steve Cull                                                                                    | 250 cc (II) Gary Cowan                                                                                       | 750 cc Joey Dunlop                                                                                           | 1300 cc Kenny Irons                                                                                          | Superbikes Steve Cull                                                                                        | NW 200 Steve Cull                                                                                            | | |
| 1987        | 250/350 cc (I) Gary Cowan                                                                                    | 250 cc (II) Eddie Laycock                                                                                    | Superstock Roger Hurst                                                                                       | 750 cc Joey Dunlop                                                                                           | 1300 cc Trevor Nation                                                                                        | Superbikes Joey Dunlop                                                                                       | NW 200 Joey Dunlop                                                                                           | |
| 1986        | 250 cc (I) Eddie Laycock                                                                                     | 250 cc (II) Andy Watts                                                                                       | 350 cc Robert Dunlop                                                                                         | Superstock Trevor Nation                                                                                     | Superbikes Roger Marshall                                                                                    | NW 200 Joey Dunlop                                                                                           | | |
| 1985        | 250 cc (I) Joey Dunlop                                                                                       | 250 cc (II) Steve Cull                                                                                       | 350 cc Steve Cull                                                                                            | Superbikes Roger Marshall                                                                                    | NW 200 Joey Dunlop                                                                                           | | | |
| 1984        | 250 cc Andy Watts                                                                                            | 350 cc Kevin Mitchel                                                                                         | Superbikes Joey Dunlop                                                                                       | NW 200 Graham Wood                                                                                           | | | | |
| 1983        | 250 cc Courtney Junk                                                                                         | 350 cc Norman Brown                                                                                          | 500 cc Joey Dunlop                                                                                           | Superbikes Graham Wood                                                                                       | NW 200 Joey Dunlop                                                                                           | | | |
| 1982        | 250 cc Donny Robinson                                                                                        | 350 cc Tony Rutter                                                                                           | 500 cc Stu Avant                                                                                             | Superbikes Ron Haslam                                                                                        | 1000 cc NW 200 Mick Grant                                                                                    | | | |
| 1981        | 250 cc Steve Tonkin                                                                                          | 350 cc Donny Robinson                                                                                        | 500 cc Charlie Williams                                                                                      | 1000 cc NW 200 Joey Dunlop                                                                                   | | | | |
| 1980        | 250 cc Steve Cull                                                                                            | 350 cc Charlie Williams                                                                                      | 500 cc Mick Grant                                                                                            | 1000 cc NW 200 Keith Huewen                                                                                  | | | | |
| 1979        | Match Race Joey Dunlop                                                                                       | 250 cc Bob Jackson                                                                                           | 350 cc Tony Rutter                                                                                           | 500 cc Tony Rutter                                                                                           | 1000 cc NW 200 Joey Dunlop                                                                                   | | | |
| 1978        | 250 cc Tom Herron                                                                                            | 350 cc Tony Rutter                                                                                           | 500 cc John Newbold                                                                                          | 750 cc #1 Tom Herron                                                                                         | 750 cc #2 Tony Rutter                                                                                        | | | |
| 1977        | 250 cc Tony Rutter                                                                                           | 350 cc Ray McCullough                                                                                        | 500 cc John Williams                                                                                         | 750 cc #1 Mick Grant                                                                                         | 750 cc#2 John Williams                                                                                       | | | |
| 1976        | 250 cc Ian Richards                                                                                          | 350 cc Ray McCullough                                                                                        | 500 cc Martin Sharpe                                                                                         | 750 cc Percy Tait                                                                                            | | | | |
| 1975        | 250 cc Derek Chatterton                                                                                      | 350 cc Charlie Williams                                                                                      | 500 cc Mick Grant                                                                                            | 750 cc Mick Grant                                                                                            | | | | |
| 1974        | 250 cc Ray McCullough                                                                                        | 350 cc John Williams                                                                                         | 500 cc John Williams                                                                                         | 750 cc John Williams                                                                                         | | | | |
| 1973        | 200 cc Jackie Robinson                                                                                       | 250 cc Tony Rutter                                                                                           | 350 cc Tony Rutter                                                                                           | 500 cc Billy Guthrie                                                                                         | 750 cc Geoff Barry                                                                                           | | | |
| 1972        | No se celebra debido a la inestabilidad política del conflicto norirlandés y el "Domingo Sangriento" de 1972 | No se celebra debido a la inestabilidad política del conflicto norirlandés y el "Domingo Sangriento" de 1972 | No se celebra debido a la inestabilidad política del conflicto norirlandés y el "Domingo Sangriento" de 1972 | No se celebra debido a la inestabilidad política del conflicto norirlandés y el "Domingo Sangriento" de 1972 | No se celebra debido a la inestabilidad política del conflicto norirlandés y el "Domingo Sangriento" de 1972 | No se celebra debido a la inestabilidad política del conflicto norirlandés y el "Domingo Sangriento" de 1972 | No se celebra debido a la inestabilidad política del conflicto norirlandés y el "Domingo Sangriento" de 1972 | No se celebra debido a la inestabilidad política del conflicto norirlandés y el "Domingo Sangriento" de 1972 |
| 1971        | 250 cc Derek Chatterton                                                                                      | 350 cc Paul Smart                                                                                            | 500 cc John Cooper                                                                                           | | | | | |
| 1970        | 250 cc (Race) Ralph Bryans                                                                                   | 350 cc (Race) Tom Herron                                                                                     | 500 cc (Race) Peter Williams                                                                                 | 250 cc (Production) Cliff Carr                                                                               | 500 cc (Production) Stuart Graham                                                                            | 750 cc (Production) Malcolm Uphill                                                                           | | |
| 1969        | 250 cc Rod Gould                                                                                             | 350 cc Rod Gould                                                                                             | 500 cc John Blanchard                                                                                        | | | | | |
| 1968        | 250 cc Rod Gould                                                                                             | 350 cc Bill Smith                                                                                            | 500 cc John Cooper                                                                                           | | | | | |
| 1967        | 250 cc Steve Murray                                                                                          | 350 cc Fred Stevens                                                                                          | 500 cc Fred Stevens                                                                                          | | | | | |
| 1966        | 250 cc John Blanchard                                                                                        | 350 cc George Buchan                                                                                         | 500 cc Peter Williams                                                                                        | | | | | |
| 1965        | 250 cc Tommy Robb                                                                                            | 350 cc Ian McGregor                                                                                          | 500 cc Dick Creith                                                                                           | | | | | |
| 1964        | 250 cc Ralph Bryans                                                                                          | 350 cc Ralph Bryans                                                                                          | 500 cc Dick Creith                                                                                           | | | | | |
| 1963        | No se celebra debido al cese de actividad del Moto Club de la Ciudad y Distrito de Derry                     | No se celebra debido al cese de actividad del Moto Club de la Ciudad y Distrito de Derry                     | No se celebra debido al cese de actividad del Moto Club de la Ciudad y Distrito de Derry                     | No se celebra debido al cese de actividad del Moto Club de la Ciudad y Distrito de Derry                     | No se celebra debido al cese de actividad del Moto Club de la Ciudad y Distrito de Derry                     | No se celebra debido al cese de actividad del Moto Club de la Ciudad y Distrito de Derry                     | No se celebra debido al cese de actividad del Moto Club de la Ciudad y Distrito de Derry                     | No se celebra debido al cese de actividad del Moto Club de la Ciudad y Distrito de Derry                     |
| 1962        | 250 cc Arthur Wheeler                                                                                        | 350 cc Alan Shepherd                                                                                         | 500 cc Alan Shepherd                                                                                         | | | | | |
| 1961        | 250 cc Tommy Robb                                                                                            | 350 cc Bob McIntyre                                                                                          | 500 cc Bob McIntyre                                                                                          | | | | | |
| 1960        | 250 cc Tommy Robb                                                                                            | 350 cc Alan Shepherd                                                                                         | 500 cc Derek Minter                                                                                          | | | | | |
| 1959        | 125 cc Tommy Robb                                                                                            | 250 cc Tommy Robb                                                                                            | 350 cc Alistair King                                                                                         | 500 cc Bob McIntyre                                                                                          | | | | |
| 1958        | 250 cc Sammy Miller                                                                                          | 350 cc Alistair King                                                                                         | 500 cc Jack Brett                                                                                            | | | | | |
| 1957        | 250 cc Sammy Miller                                                                                          | 350 cc Bob Anderson                                                                                          | 500 cc Jack Brett                                                                                            | | | | | |
| 1956        | 250 cc Sammy Miller                                                                                          | 350 cc Derek Ennett                                                                                          | 500 cc Bob Anderson                                                                                          | | | | | |
| 1955        | 250 cc Alan Lyons                                                                                            | 350 cc Jackie Wood                                                                                           | 500 cc Geoff Duke                                                                                            | | | | | |
| 1954        | 250 cc Arthur Wheeler                                                                                        | 350 cc Derek Ennett                                                                                          | 500 cc Reg Armstrong                                                                                         | | | | | |
| 1953        | 250 cc Arthur Wheeler                                                                                        | 350 cc Bob McIntyre                                                                                          | 500 cc Syd Lawton                                                                                            | | | | | |
| 1952        | 250 cc Arthur Wheeler                                                                                        | 350 cc Harry Pearce                                                                                          | 500 cc Ivor Arber                                                                                            | | | | | |
| 1951        | 250 cc Arthur Wheeler                                                                                        | 350 cc Dickie Dale                                                                                           | 500 cc Geoff Duke                                                                                            | | | | | |
| 1950        | 250 cc Ron Mead                                                                                              | 350 cc Geoff Duke                                                                                            | 500 cc Artie Bell                                                                                            | | | | | |
| 1949        | 250 cc Harold Kirby                                                                                          | 350 cc Harold Daniell                                                                                        | 500 cc Artie Bell                                                                                            | | | | | |
| 1948        | No se celebra debido a la falta de petróleo                                                                  | No se celebra debido a la falta de petróleo                                                                  | No se celebra debido a la falta de petróleo                                                                  | No se celebra debido a la falta de petróleo                                                                  | No se celebra debido a la falta de petróleo                                                                  | No se celebra debido a la falta de petróleo                                                                  | No se celebra debido a la falta de petróleo                                                                  | No se celebra debido a la falta de petróleo                                                                  |
| 1947        | 250 cc Peter Gill                                                                                            | 350 cc Malcolm Templeton                                                                                     | 500 cc Artie Bell                                                                                            | | | | | |
| 1940– 1946  | No se celebra debido a la II Guerra Mundial                                                                  | No se celebra debido a la II Guerra Mundial                                                                  | No se celebra debido a la II Guerra Mundial                                                                  | No se celebra debido a la II Guerra Mundial                                                                  | No se celebra debido a la II Guerra Mundial                                                                  | No se celebra debido a la II Guerra Mundial                                                                  | No se celebra debido a la II Guerra Mundial                                                                  | No se celebra debido a la II Guerra Mundial                                                                  |
| 1939        | 250 cc Dennis Parkinson                                                                                      | 350 cc Jimmy Little                                                                                          | 500 cc Ernie Lyons                                                                                           | | | | | |
| 1938        | 250 cc H. G. Tyrell Smith                                                                                    | 350 cc Bob Foster                                                                                            | 500 cc Jack Moore                                                                                            | | | | | |
| 1937        | 250 cc Samuel Smith                                                                                          | 350 cc John White                                                                                            | 500 cc Jimmie Guthrie                                                                                        | | | | | |
| 1936        | 250 cc Charlie Manders                                                                                       | 350 cc John White                                                                                            | 500 cc Jimmie Guthrie                                                                                        | | | | | |
| 1935        | 250 cc Charlie Manders                                                                                       | 350 cc Walter Rusk                                                                                           | 500 cc Jimmie Guthrie                                                                                        | | | | | |
| 1934        | 250 cc Michael McSorley                                                                                      | 350 cc Walter Rusk                                                                                           | 500 cc Jimmie Guthrie                                                                                        | | | | | |
| 1933        | 250 cc Joe Woodside                                                                                          | 350 cc Tim Hunt                                                                                              | 500 cc Stanley Woods                                                                                         | | | | | |
| 1932        | 250 cc Eric Fernihough                                                                                       | 350 cc Wal Handley                                                                                           | 500 cc Ernie Nott                                                                                            | | | | | |
| 1931        | 250 cc Eric Fernihough                                                                                       | 350 cc Graham Walker                                                                                         | 500 cc Ernie Nott                                                                                            | | | | | |
| 1930        | 250 cc Eric Fernihough                                                                                       | 350 cc Tim Hunt                                                                                              | 500 cc Ernie Nott                                                                                            | | | | | |
| 1929        | 250 cc Malcolm McQuigg                                                                                       | 350 cc Harry Meagen                                                                                          | 500 cc Ernie Nott                                                                                            | | | | | |

### Escuderías
| # Wins | Manufacturer | Manufacturer | Manufacturer | Manufacturer | Manufacturer | Manufacturer | Manufacturer | Manufacturer |  |
| ------ | ------------ | ------------ | ------------ | ------------ | ------------ | ------------ | ------------ | ------------ |  |
| 86     | Honda        |              |              |              |              |              |              |              |  |
| 73     | Yamaha       |              |              |              |              |              |              |              |  |
| 41     | Norton       |              |              |              |              |              |              |              |  |
| 32     | Suzuki       |              |              |              |              |              |              |              |  |
| 10     | Excelsior    |              |              |              |              |              |              |              |  |
| 9      | Ducati       | Kawasaki     |              |              |              |              |              |              |  |
| 8      | Aprilia      | Rudge        |              |              |              |              |              |              |  |
| 6      | AJS          |              |              |              |              |              |              |              |  |
| 4      | Matchless    | Moto Guzzi   | NSU          | Velocette    |              |              |              |              |  |
| 3      | Bultaco      | EMC          | GMS          |              |              |              |              |              |  |
| 2      | Gilera       | Hannah-Paton | Seeley       | Triumph      |              |              |              |              |  |
| 1      | Armstrong    | BSA          | Cotton       | JAP          | OSSA         | Spartan      | Waddon       | Yamsel       |  |
| 1      | Zenith       | BMW          |              |              |              |              |              |              |  |